# Furcodontichthys
Furcodontichthys is een monotypisch geslacht van straalvinnige vissen uit de familie van de harnasmeervallen (Loricariidae).

## Soort
- Furcodontichthys novaesi Rapp Py-Daniel, 1981